# Bernd Mettenleiter
Bernd Mettenleiter (* 16. August 1971 in Neresheim) ist ein deutscher Politiker (Bündnis 90/Die Grünen). Seit 2021 ist er Abgeordneter im Landtag Baden-Württemberg.

## Leben
Mettenleiter absolvierte Grundschule und mittlere Reife in Neresheim und machte 1991 sein Abitur in Aalen. Anschließend studierte er von 1991 bis 1997 Biologie an der Universität Konstanz und schloss mit dem Diplom ab. Er war von 1998 bis 1999 noch an der Universität im Bereich Molekulare Toxikologie tätig, bevor er von 2000 bis 2003 Mitarbeiter einer EDV-Firma in Langen war. Nach einem zusätzlichen Lehramtsstudium der Chemie (2003/2004) an der Technischen Universität Darmstadt unterrichtete er von 2005 bis 2021 am Gymnasium Achern vor allem die Fächer Chemie und Biologie.

## Politik
Bernd Mettenleiter ist seit dem 13. April 2021 direkt gewählter Abgeordneter des Landtags von Baden-Württemberg für den Wahlkreis Kehl. Zuvor war er Vorsitzender des Ortsverbands Nördliche Ortenau von Bündnis 90/Die Grünen und war Mitglied des Kreistags der Ortenau.
Als studierter Biologe engagiert sich Mettenleiter besonders für den Schutz der natürlichen Lebensgrundlagen und bringt seine fachliche Expertise in Fragen des Natur- und Umweltschutzes gezielt in die parlamentarische Arbeit ein.
Im Landtag ist Mettenleiter Mitglied in mehreren Ausschüssen:
- Ausschuss für Umwelt, Klima und Energiewirtschaft
- Ausschuss für Kultus, Jugend und Sport
- Ausschuss für Europa und Internationales

Zudem ist er stellvertretendes Mitglied in weiteren Ausschüssen, darunter der Ausschuss für Finanzen, der Ausschuss für Verkehr, der Ausschuss für Landesentwicklung und Wohnen, der Petitionsausschuss, der Ständige Ausschuss.
Mettenleiter ist Sprecher für berufliche Schulen der Grünen Landtagsfraktion und setzt sich insbesondere für die Stärkung der beruflichen Bildung sowie für moderne und nachhaltige Schulstrukturen in Baden-Württemberg ein. 
Seit 2023 ist er Mitglied des Oberrheinrats, eines trinationalen Gremiums zur grenzüberschreitenden Zusammenarbeit zwischen Baden-Württemberg, Rheinland-Pfalz, dem Elsass und der Nordwestschweiz. Im Dezember 2024 wurde er zum Präsidenten des Oberrheinrats gewählt. Unter dem Motto „Wandel gemeinsam grenzüberschreitend gestalten“ legt er seinen Fokus auf Themen wie Klimaanpassung, Wasserstoffinfrastruktur und die Vertiefung der Zusammenarbeit mit der Europäischen Union.

## Einzelnachweise

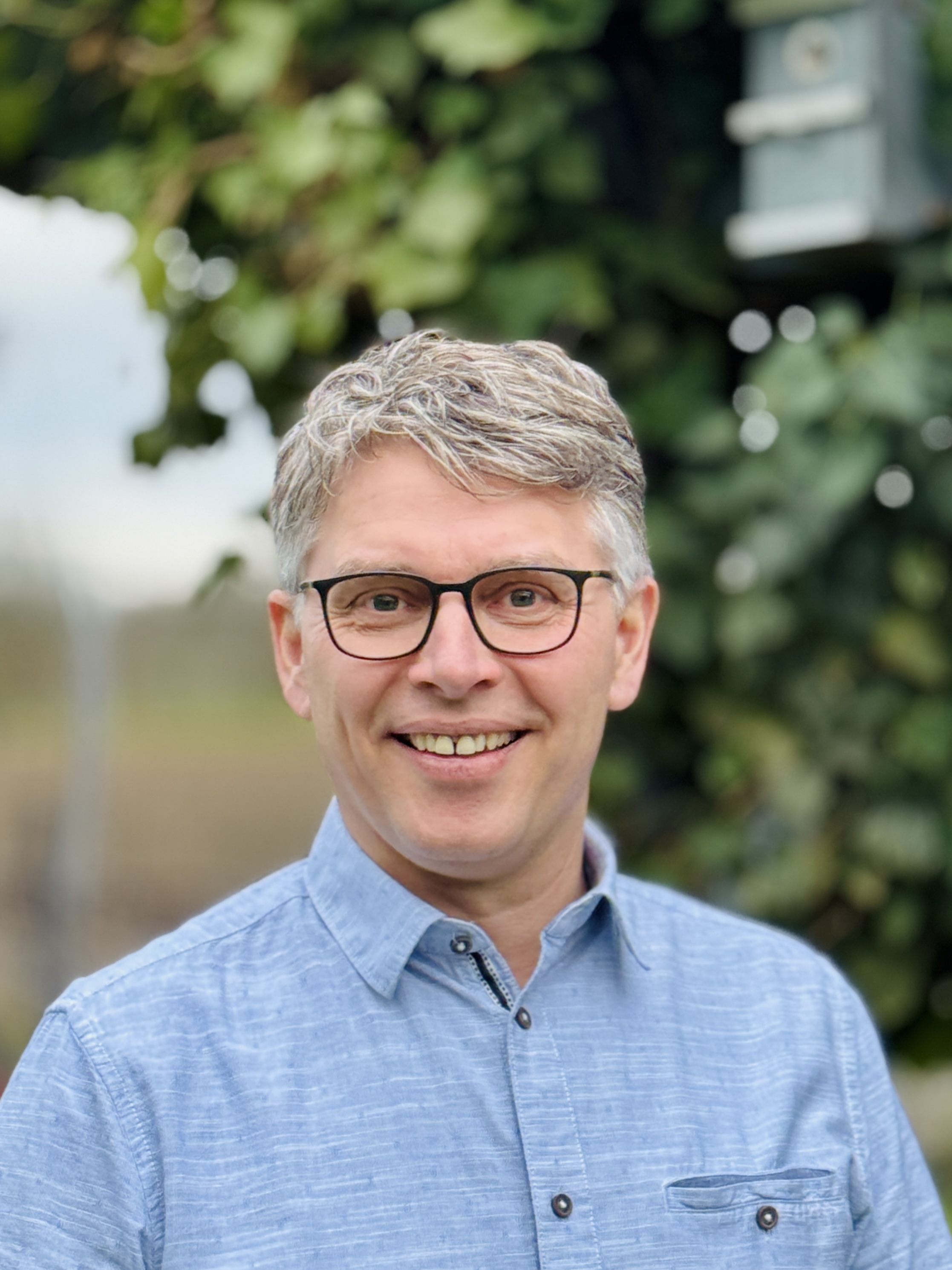
Bernd-Mettenleiter